# Gerhard Sperling (Leichtathlet)
Gerhard Sperling (* 25. November 1937 in Berlin) ist ein deutscher Leichtathlet und Olympiateilnehmer, der in den 1960er und 1970er Jahren als Geher erfolgreich war. Der Höhepunkt seiner Laufbahn war die Silbermedaille im 20-km-Gehen bei den Europameisterschaften 1971 (1:27:29,0 h).
1966, 1968, 1969 und 1971 wurde er DDR-Meister im 20-km-Gehen.
Gerhard Sperling gehörte dem Verein TSC Berlin an. In seiner Wettkampfzeit war er 1,87 m groß und wog 74 kg. Gerhard Sperling gehörte zu den wenigen gehörlosen Weltklasse-Leichtathleten.

## Weitere Starts im 20-km-Gehen bei internationalen Höhepunkten
- 1964 – Olympische Spiele: Platz 9 (1:33:16 h)
- 1966 – Europameisterschaften: Platz 4 (1:31:25,8 h)
- 1968 – Olympische Spiele: Platz 5 (1:35:28 h)
- 1969 – Europameisterschaften: Platz 4 (1:32:04,0 h)
- 1972 – Olympische Spiele: Platz 4 (1:27:55 h)